# Faris Moumbagna
Faris Pemi Moumbagna (ur. 1 lipca 2000 w Jaunde) – kameruński piłkarz, grający na pozycji napastnika we francuskim klubie Olympique Marsylia oraz w reprezentacji Kamerunu. Uczestnik Pucharu Narodów Afryki 2023.

## Kariera klubowa
Swoją karierę piłkarską Moumbagna rozpoczął w amerykańskim klubie Bethlehem Steel FC. Zadebiutował w nim w USL Championship 19 lipca 2018 w przegranym 1:2 wyjazdowym meczu z New York Red Bulls II. Zawodnikiem tego klubu był przez dwa lata.
Na początku 2020 roku Moumbagna został piłkarzem norweskiego Kristiansund BK. Swój debiut w nim zaliczył 24 czerwca 2020 w zremisowanym 2:2 wyjazdowym meczu z FK Haugesund.
W sierpniu 2021 Moumbagna został wypożyczony do duńskiego SønderjyskE Fodbold. Swój debiut w nim zanotował 27 września 2021 w przegranym 0:1 wyjazdowym spotkaniu z Aarhus GF. Latem 2022 wrócił do Kristiansund.
W styczniu 2023 Moumbagna przeszedł do FK Bodø/Glimt. Zadebiutował w nim 10 kwietnia 2023 w zwycięskim 2:0 wyjazdowym spotkaniu z Sarpsborgiem. W sezonie 2023 wywalczył z FK Bodø/Glimt mistrzostwo Norwegii.
W styczniu 2024 Moumbagna odszedł za 8 milionów euro do Olympique Marsylia. Swój debiut w Olympique zanotował 4 lutego 2024 w przegranym 0:1 wyjazdowym meczu z Olympique Lyon.
| Sezon   | Klub                | Kraj              | Rozgrywki        | Mecze | Bramki |
| ------- | ------------------- | ----------------- | ---------------- | ----- | ------ |
| 2018    | Bethlehem Steel FC  | Stany Zjednoczone | USL Championship | 12    | 3      |
| 2019    | Bethlehem Steel FC  | Stany Zjednoczone | USL Championship | 25    | 11     |
| 2020    | Kristiansund BK     | Norwegia          | Eliteserien      | 24    | 4      |
| 2021    | Kristiansund BK     | Norwegia          | Eliteserien      | 11    | 0      |
| 2021/22 | SønderjyskE Fodbold | Dania             | Superligaen      | 10    | 0      |
| 2022    | Kristiansund BK     | Norwegia          | Eliteserien      | 14    | 5      |
| 2023    | FK Bodø/Glimt       | Norwegia          | Eliteserien      | 28    | 15     |

## Kariera reprezentacyjna
W reprezentacji Kamerunu Moumbagna zadebiutował 17 listopada 2023 w wygranym 3:0 meczu eliminacji do MŚ 2026 z Mauritiusem, rozegranym w Duali. W 2024 roku powołano go do kadry na Puchar Narodów Afryki 2023. Rozegrał w nim cztery mecze: grupowe z Gwineą (1:1), z Senegalem (1:3) i z Gambią (3:2) i w 1/8 finału z Nigerią (0:2).